# Durg
Durg là một thành phố và là nơi đặt hội đồng thành phố (municipal corporation) của quận Durg thuộc bang Chhattisgarh, Ấn Độ.

## Địa lý
Durg có vị trí 21°11′B 81°17′Đ / 21,18°B 81,28°Đ Nó có độ cao trung bình là 290 mét (951 feet).

## Nhân khẩu
Theo điều tra dân số năm 2001 của Ấn Độ, Durg có dân số 231.182 người. Phái nam chiếm 51% tổng số dân và phái nữ chiếm 49%. Durg có tỷ lệ 72% biết đọc biết viết, cao hơn tỷ lệ trung bình toàn quốc là 59,5%: tỷ lệ cho phái nam là 79%, và tỷ lệ cho phái nữ là 65%. Tại Durg, 13% dân số nhỏ hơn 6 tuổi.